# Championnats du monde de duathlon 2022
Navigation
Édition précédente Édition suivante
Les championnats du monde de duathlon 2022, 32e édition des championnats du monde de duathlon ont eu lieu le 10 juin 2022  à Târgu Mureș en Roumanie. La rencontre internationale propose également lors de cette journée consacrée aux pratiques enchaînées, des compétitions pour les catégories juniors, U23 (espoir) et paraduathlon.

## Palmarès  et distances
Les tableaux présentent le résultat des courses élites et U23 sur la distance M et S pour le paraduathlon.

### Élites
| Rang               | Athlète                   | Pays     | Temps           |
| ------------------ | ------------------------- | -------- | --------------- |
| Médaille d'or      | Krilan Le Bihan           | France   | 1 h 40 min 32 s |
| Médaille d'argent  | Benjamin Choquert         | France   | 1 h 40 min 51 s |
| Médaille de bronze | Maxime Hueber-Moosbrugger | France   | 1 h 41 min 10 s |
| 4                  | Thibaut De Smet           | Belgique | 1 h 41 min 26 s |
| 5                  | Arnaud Dely               | Belgique | 1 h 41 min 30 s |
| 6                  | Nathan Guerbeur           | France   | 1 h 41 min 37 s |
| 7                  | Daan De Groot             | Pays-Bas | 1 h 41 min 43 s |
| 8                  | Valentin André            | France   | 1 h 41 min 49 s |

| Rang               | Athlète           | Pays      | Temps           |
| ------------------ | ----------------- | --------- | --------------- |
| Médaille d'or      | Joselyn Brea      | Venezuela | 1 h 54 min 30 s |
| Médaille d'argent  | Céline Kaiser     | Allemagne | 1 h 54 min 32 s |
| Médaille de bronze | Ai Ueda           | Japon     | 1 h 54 min 35 s |
| 4                  | Giorgia Priarone  | Italie    | 1 h 54 min 42 s |
| 5                  | María Varo Zubiri | Espagne   | 1 h 55 min 22 s |
| 6                  | Maurine Ricour    | Belgique  | 1 h 55 min 24 s |
| 7                  | Sandrina Illes    | Autriche  | 1 h 55 min 49 s |
| 8                  | Marion Le Goff    | France    | 1 h 55 min 59 s |

### U23 (espoirs)
| Rang               | Athlète              | Pays        | Temps           |
| ------------------ | -------------------- | ----------- | --------------- |
| Médaille d'or      | Thibaut De Smet      | Belgique    | 1 h 41 min 26 s |
| Médaille d'argent  | Giani Vanden Broucke | Belgique    | 1 h 42 min 15 s |
| Médaille de bronze | Simon Davis          | Royaume-Uni | 1 h 43 min 21 s |

| Rang               | Athlète         | Pays    | Temps          |
| ------------------ | --------------- | ------- | -------------- |
| Médaille d'or      | Tünde Bukovszki | Hongrie | 2 h 2 min 4 s  |
| Médaille d'argent  | Marta Romance   | Espagne | 2 h 2 min 50 s |
| Médaille de bronze | Hanna Breitner  | Hongrie | 2 h 5 min 29 s |

### Paraduathlon
| Année  | PT1                 | PT2                 | PT3                 | PT4                 | PT5                 |
| ------ | ------------------- | ------------------- | ------------------- | ------------------- | ------------------- |
| Hommes | Octavian Ilina      | Arian Notretu       |                     | Martin Falch        | Bence Mocsari       |
| Femmes | Pas de concurrentes | Pas de concurrentes | Pas de concurrentes | Pas de concurrentes | Pas de concurrentes |